# Salon Kitty (film)
Pour plus de détails, voir Fiche technique et Distribution.
Salon Kitty ou Les Nuits chaudes de Berlin (Salon Kitty) est un film franco-germano-italien de Tinto Brass sorti en 1976. Le titre s'inspire du Salon Kitty, un bordel de Berlin durant la Seconde Guerre mondiale.

## Synopsis
Quelques mois après le début de la Seconde Guerre mondiale, le Troisième Reich reprend en mains le plus luxueux des bordels berlinois, le Salon Kitty, dont la vocation n'est plus uniquement de pourvoir aux fantasmes de sa clientèle, mais de l'espionner, de lui soutirer des confidences. Surtout lorsqu'il s'agit de dignitaires étrangers, d'hommes d'affaires et d'officiers allemands.
Chargé, dans l'ombre, de diriger l'établissement, Wallenberg, un nazi arriviste, sélectionne les filles les plus belles et les plus fanatiques. À la fois prostituées et espionnes, elles remplissent parfaitement leur mission. Du moins jusqu'au jour où l'une d'entre elles, Margharita, tombe amoureuse d'un capitaine de la Luftwaffe hostile à Adolf Hitler.

## Fiche technique
- Titre original : Salon Kitty
- Titre français : Salon Kitty : Les Damnées du Troisième Reich (sortie cinéma) ; Les Nuits chaudes de Berlin (ressortie) ; Madame Kitty (?)
- Réalisation : Tinto Brass, assisté de Patrick Bureau
- Scénario : Tinto Brass, Ennio De Concini, Antonio Colantuoni et Maria Pia Fusco d'après le roman de Peter Norden, Espionnage sur l'oreiller (Salon Kitty, 1971)
- Musique : Fiorenzo Carpi
- Direction artistique : Ken Adam (supervision), Enrico Fiorentini
- Costumes : Jost Jakob, Ugo Pericoli
- Photographie : Silvano Ippoliti
- Production : Ermanno Donati, Giulio Sbarigia
- Sociétés de production : Coralta Cinematografica, Cinema Seven Film, Fox Europa
- Sociétés de distribution : 20th Century Fox (France), Titanus (Italie), Cinerama Filmgesellschaft (Allemagne)
- Pays :  Italie /  France /  Allemagne de l'Ouest
- Langue : italien, allemand
- Format : couleur (Eastmancolor) - 35 mm - 1,85:1 - son mono
- Genre : drame
- Durée : 133 minutes
- Dates de sortie :
  - Italie : 2 mars 1976
  - Allemagne de l'Ouest : 26 mars 1976
  - France : 23 juin 1976
- Classification : film interdit aux moins de 18 ans

## Distribution
- Helmut Berger : Helmut Wallenberg

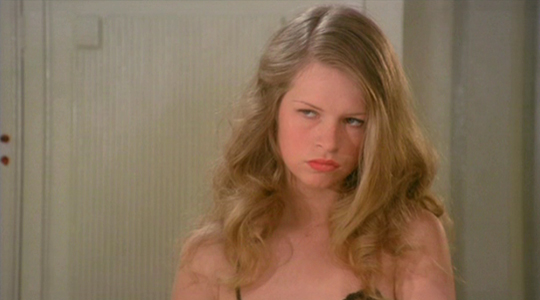
Teresa Ann Savoy dans une scène du film.

- Ingrid Thulin (VF : Claire Guibert) : Kitty Kellermann
- Teresa Ann Savoy : Margherita
- Bekim Fehmiu (VF : Marc de Georgi) : Hans Reiter
- John Steiner (VF : Gabriel Cattand) : Gruber
- Tina Aumont : Herta Wallenberg
- Paola Senatore : Marika
- Stefano Satta Flores : Dino
- Sara Sperati : Helga
- Maria Michi : Hilde
- John Ireland (VF : William Sabatier) : Cliff l’américain
- Dan van Husen (VF :  Pierre Trabaud) : Rauss
- Luciano Rossi (VF : Philippe Dumat) : Dr Schwab
- Gigi Ballista (VF : Jacques Dynam) : Général